# Vergaarbaktaxon
Een vergaarbaktaxon is een informele term die wel gebruikt wordt in de taxonomie. Eigenlijk heeft het betrekking op een taxonomische groep die naar de mening van de auteur(s) zelf geen 'goede' groep is, zoals bijvoorbeeld de Monochlamydeae die door Bentham & Hooker zelf beschreven werd als "Monochlamydeae classem nec naturalem nec bene limitatam formant" ("De Monochlamydeae vormen een klasse die noch natuurlijk noch goed afgegrensd is") of de Dilleniidae van Cronquist. Het gaat dan in feite om een restgroep die overblijft nadat een aantal goede groepen onderscheiden zijn.
Vaak wordt de term ook denigrerend gebruikt door buitenstaanders die het niet met de keuze van de auteur(s) eens zijn: "een rommeltje". Veelal hebben die buitenstaanders dan heel andere opvattingen over taxonomie of systematiek, en staan een heel andere werkwijze voor.